# The Ink Spots
A The Ink Spots egy amerikai vokális dzsesszegyüttes.

## Tagok
Bill Kenny, Charlie Fuqua, Deek Watson, Jerry Daniels, Orville Jones.

## Pályakép
Az együttest Charlie Fuqua, Jerry Daniels, Orville „Hoppy” Jones Archiválva 2009. december 22-i dátummal a Wayback Machine-ben és Deek Watson Indianapolisban alapította. Az együttes Bill Kenny tenorista énekes csatlakozásával (1936) vált igazán ismertté.
Még a háború előtt a „If I Didn’t Care” című kislemezük 19 millió példányban kelt el. A közkedveltté vált együttes számos afroamerikai férfikvartett mellett aratta sikereit (Mills Brother, Delta Boys), továbbá női triókkal is vetélkedett (The Andrews Sisters, The Boswell Sisters).

## Lemezek
- 1950: The Ink Spots, Vol. 1
- 1950: The Ink Spots, Vol. 2
- 1956: The Ink Spots
- 1956: Time Out for Tears
- 1958: Torch Time
- 1958: Something Old, Something New
- 1959: Songs That Will Live Forever
- 196?:  In the Spotlight
- 1988: I'll Still Be Loving You

## Díjak
- 1989: Rock and Roll Hall of Fame

- 1999: Vocal Group Hall of Fame